# Delvinaki
Delvinaki este un oraș în Grecia în prefectura Ioannina.